# Montesquiou
Montesquiou (auch: Montesquiou-d’Armagnac, gaskognisch: Montesquiu) ist eine französische Gemeinde mit 569 Einwohnern (Stand: 1. Januar 2022) im Département Gers in der Region Okzitanien (vor 2016: Midi-Pyrénées). Die Gemeinde gehört zum Arrondissement Mirande und zum Kanton Pardiac-Rivière-Basse. Die Einwohner werden Montesquivais genannt.

## Geografie
Montesquiou liegt etwa 20 Kilometer westsüdwestlich von Auch am Fluss Osse. Umgeben wird Montesquiou von den Nachbargemeinden Castelnau-d’Anglès im Norden und Nordwesten, Saint-Arailles im Norden, Mirannes im Nordosten, L’Isle-de-Noé im Osten, Estipouy im Osten und Südosten, Mirande im Südosten, Monclar-sur-Losse und Pouylebon im Süden sowie Bassoues im Westen.

## Geschichte
Montesquiou liegt an der Via Tolosana, einer der vier historischen „Wege der Jakobspilger in Frankreich“ und erschien zuerst im Jahr 985 urkundlich. Es gab bereits prähistorische Tumuli; Fundstücke erwiesen eine Besiedlung im Neolithikum.
Ein heute verschwundenes castelnau (eine kleine Burg auf einem zur Motte aufgeschütteten natürlichen Hügel) aus dem 11. Jahrhundert war die Wiege des berühmten Adelsgeschlechts der Montesquiou. Als castrum wurde es 1274 erstmals erwähnt. Der Familienüberlieferung nach soll der erste Baron von Montesquiou der im Jahr 1070 verstorbene Raymond-Aimeric gewesen sein, der dem Hause der Grafen von Fézensac entstammte. 1777 gestattete daher König Ludwig XVI. der Familie, den Doppelnamen Montesquiou-Fézensac zu führen. Die Familie besaß später auch das nahegelegene Artagnan. Die Burg Montesquiou ("wilder Berg") wurde zuletzt von Aymeri de Montesquiou bewohnt, der um 1574 starb. Über seine Schwester kam sie in die Familie de Montluc.

## Bevölkerungsentwicklung
| 1962 | 1968 | 1975 | 1982 | 1990 | 1999 | 2006 | 2018 |
| ---- | ---- | ---- | ---- | ---- | ---- | ---- | ---- |
| 752  | 645  | 605  | 604  | 579  | 570  | 586  | 574  |

Quellen: Cassini und INSEE

## Persönlichkeiten
- Jean Lacave-Laplagne (1795–1849), Beamter am Rechnungshof, Finanzminister (1837, 1839, 1840)

## Sehenswürdigkeiten
- Kirche Saint-Martin aus dem 11. Jahrhundert
- Altes Tor aus dem 13. Jahrhundert

## Gemeindepartnerschaften
Mit der französischen Gemeinde Roclincourt im Département Pas-de-Calais (seit 1999) und der spanischen Gemeinde Montesquiu in Katalonien bestehen Partnerschaften.